# Neohormaphis calva
Neohormaphis calva är en insektsart. Neohormaphis calva ingår i släktet Neohormaphis och familjen långrörsbladlöss. Inga underarter finns listade i Catalogue of Life.